# D.C.III With You 〜ダ・カーポIII〜 ウィズユー
『D.C.III With You 〜ダ・カーポIII〜 ウィズユー』は、CIRCUSより2016年9月30日に発売された恋愛アドベンチャーゲーム。『D.C.III 〜ダ・カーポIII〜』シリーズのファンディスク。

## 概要
風見鶏編と初音島編の新規ストーリーが描かれる。風見鶏編はループ世界から脱却後の物語であり、『D.C.III R 〜ダ・カーポIII アール〜X-rated』のアフターストーリーに当たる。5人のヒロインの新規シナリオに加えて、新ヒロインとして「江戸川四季」のシナリオが追加される。初音島編は「他人の夢を見せられる魔法」によってヒロインたちの夢を覗き見してしまうIFストーリーである。ヒロイン5人が登場する「初音島スペシャル!」に加えて、新ヒロインとして「美琴」と「雪村すもも」のシナリオが収録される。
「After Stories」と「Side Stories」から成り、前者ではヒロイン5人のシナリオ（風見鶏編）、後者では新ヒロイン3人と「初音島スペシャル!」のシナリオ（初音島編、江戸川四季のみ風見鶏編）が選択できる。
同梱特典として、「ヴァイスシュヴァルツ」PRカード、森園立夏のミニフィギュア、新ヒロイン3人（江戸川四季、美琴、雪村すもも）のメタルチャームキーホルダー3個セットが同梱される。

## 登場人物
芳乃 清隆 / 葛木 清隆
声 - なし
森園 立夏 / リッカ・グリーンウッド
声 - 芹なづな
芳乃 シャルル / シャルル・マロース
声 - 藤邑鈴香
葛木 姫乃
声 - 森谷こころ
瑠川 さら / サラ・クリサリス
声 - 高梨琉衣
陽ノ下 葵 / 陽ノ本 葵
声 - 綾木さゆ
江戸川 四季
声 - かがみありす
美琴
声 - 水沢美音
雪村 すもも
声 - 白月かなめ
『D.C.III P.P. 〜ダ・カーポIII プラチナパートナー〜』で初登場。
マリカ・シラカワ（茉莉花・オーデット）
声：籐野らん
本作にて初登場。
1930年代、リッカがロンドンで出会った日本人の大道芸師。数日間リッカとロンドンで観光した際、桜を出す手品を出してリッカが枯れない花の研究に桜を選ぶきっかけを作った。
オーデット家の男性と結婚し、瑠璃香の母親となる。現在はセルウェイ家が経営する移動遊園地でジャスミンという名前で名物ピエレッタをしている。
清隆が名前を聞いた際、「白河」という漢字を連想しているが、過去作の白河姓のヒロインとの関係は不明。
その後、舞台『ダ・カーポIII、君と旅する時の魔法』にて、旧姓が「白河」であることが明かされた。

## 主題歌
オープニングテーマ「未来パレード」
作詞・作曲 - yozuca* / 編曲 - lotta / 歌唱 - yozuca*
After Stories オープニングテーマ「HAPPY CRESCENDO」
作詞・作曲 - rino / 編曲 - chokix / 歌唱 - CooRie
After Stories エンディングテーマ「僕たちの明日」
作詞 - yozuca* / 作曲・編曲 - Nekusam / 歌唱 - Rin'ca
Side Stories オープニングテーマ「僕の宝物」
作詞 - yozuca* / 作曲・編曲 - ANZE / 歌唱 - yozuca*
Side Stories エンディングテーマ「君色のラブソング」
作詞 - rino / 作曲・編曲 - @Jin / 歌唱 - Rin'ca

## 関連商品

### カードゲーム
- ヴァイスシュヴァルツブースターパック「D.S. -Dal Segno-」&「D.C.III With You 〜ダ・カーポIII〜 ウィズユー」[6]

### CD

#### ボーカルミニアルバム
『D.C.III With You 〜ダ・カーポIII〜 ウィズユー』の主題歌を収録したボーカルミニアルバムが2016年10月26日にランティスから発売された。
収録曲
1. 未来パレード（歌唱：yozuca*）
2. HAPPY CRESCENDO（歌唱：CooRie）
3. 僕たちの明日（歌唱：Rin'ca）
4. 君色のラブソング（歌唱：Rin'ca）
5. 僕の宝物（歌唱：yozuca*）

#### オリジナルピアノアレンジCD
ソフマップの店舗特典として『オリジナルピアノアレンジCD』が付属した。
収録曲
1. ダ・カーポIII 〜キミにささげる あいのマホウ〜
PCゲーム『D.C.III 〜ダ・カーポIII〜』オープニングテーマ。
2. All is Love for you
PCゲーム『D.C.III 〜ダ・カーポIII〜』エンディングテーマ。
3. Platinum Days
PCゲーム『D.C.III P.P. 〜ダ・カーポIII プラチナパートナー〜』オープニングテーマ。
4. 未来パレード